# Van Randwijck

Wapen Hoge Raad van Adel (1814 en 1822)

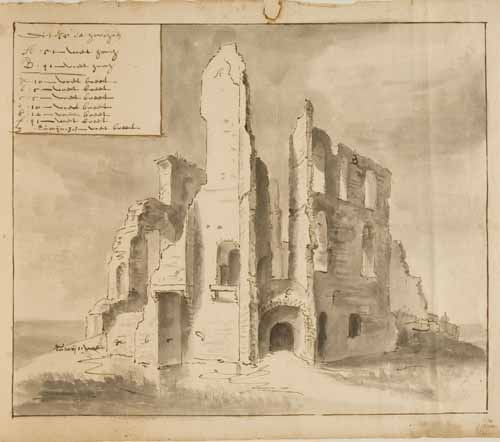
Kasteel Rossum (17e eeuw))

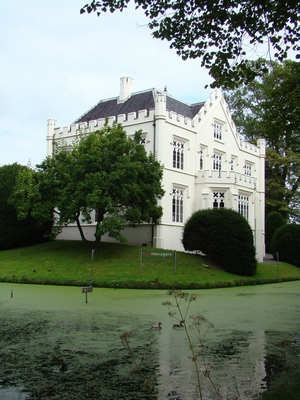
Huis Rossum (2007)

Van Randwijck is een Nederlands geslacht van oude Gelderse adel.

## Geschiedenis
De stamreeks begint met Rutger van Randwijck, knape, die vanaf 1370 wordt vermeld. Vele leden van het geslacht speelden een belangrijke rol in Gelre en waren lid van Gelderse ridderschappen. Sommigen speelden een rol in het stadsbestuur van Nijmegen of als burggraaf ervan. Het geslacht bezat verscheidene heerlijkheden, zoals Beek bij Nijmegen dat door huwelijk in 1622 in het geslacht kwam; Rossum en Heesselt zijn in het bezit van de familie sinds 1633. Zij huwden ook met leden van andere adellijke Gelderse geslachten.
In het moderne Koninkrijk der Nederlanden werden bij Souverein Besluit van 28 augustus 1814 drie nazaten benoemd in de ridderschap van Gelderland. Voor de oudste tak werd in 1822 de titel van baron op allen erkend; de jongste tak verkreeg drie weken later homologatie van de titel van graaf op allen. In het koninkrijk vervulden verschillende leden hoffuncties.

## Enkele telgen

### Baronale tak
- Otto baron van Randwijck, vrijheer van Beek en heer van Rossum en Heesselt (1763-1833), hoofd van het geslacht, burgemeester en Tweede Kamerlid, Opper Provisor Het Manhuisfonds van Rossum
  - Godard Adriaan Jacob baron van Randwijck, vrijheer van Beek en heer van Rossum en Heesselt (1805-1870), hoofd van het geslacht, lid van Provinciale Staten van Gelderland, Opper Provisor Het Manhuisfonds van Rossum
    - Frans Willem baron van Randwijck, heer van Rossum en Heesselt (1854-1930), hoofd van het geslacht, burgemeester, Opper Provisor Het Manhuisfonds van Rossum
      - Frans Steven Carel baron van Randwijck, heer van Rossum en Heesselt (1894-1977), hoofd van het geslacht, kapitein-ter-zee, krijgs-gevangenen Stalag 371 Stannislau (nu in Ukraïne, vroeger Polen) 1940-45, Opper Provisor Stichting Het Manhuisfonds van Rossum
        - Frans Otto baron van Randwijck, heer van Rossum en Heesselt (1923-2017), hoofd van het geslacht, Europees Fusilier Koninklijke Nederlandse Indische Leger (KNIL) 1945-47, Hong Kong Defence Force 1952-55
          - Carel Eduard baron van Randwyck, heer van Rossum en Heesselt (1959), hoofd van het geslacht, Opper Provisor Stichting Het Manhuisfonds van Rossum, Register Accountant (FCA), Corporate Treasurer (FCT) en Chief Operating Officer

    - Maurits baron van Randwijck, heer van Beek (1858-1934), burgemeester
      - Willem Constant baron van Randwijck, heer van Beek (1887-1983), burgemeester
        - Emilie Harriet barones van Randwijck (1926-2013); trouwde in 1959 met prof. dr. Hendrik Philip Visser 't Hooft (1930-2008), gewoon hoogleraar rechtsfilosofie en de rechtsmethodologie en zoon van dr. Willem Visser 't Hooft (1900-1985)

      - Adriana Sophia baronesse van Randwijck (1890-1958); trouwde in 1911 met Jhr. ir Jacob Lucas Boreel (1883-1939), ingenieur van de Polder Walcheren.
      - Leo Hendrik Christiaan baron van Randwijck (1894-1981), bankdirecteur
        - Sophie Elisabeth barones van Randwijck (1923-2009), 2e particulier secretaresse van koningin Wilhelmina; trouwde in 1954 met Thijs Booy (1923-2003), particulier secretaris van koningin Wilhelmina

### Grafelijke tak
- Mr. Lodewijk Napoleon graaf van Randwijck (1807-1891), minister
  - Mr. Frans Steven Karel Jacob graaf van Randwijck (1838-1913), secretaris-generaal Departement van Financiën en ceremoniemeester van koningin Wilhelmina
    - Ir. Lodewijk Leopold graaf van Randwijck (1871-1961), ingenieur
      - Mr. Frans Steven Karel Jacob graaf van Randwijck (1904-1984), burgemeester

    - Mr. Jules Cornelis graaf van Randwijck (1874-1962), burgemeester, voorzitter VNG
      - Mr. Steven Cornelis graaf van Randwijck (1901-1997), secretaris van de Raad voor de Zending der Nederlands-Hervormde Kerk
        - Mr. drs. Rutger Jules Cornelis graaf van Randwijck (1937), procureur-generaal

      - Magdaiena Maria gravin van Randwijck (1903-1997); trouwde in 1927 met mr. Marius Anne van Rijn van Alkemade (1902-1974), president van de Hoge Raad der Nederlanden

  - Mr. Alexander Johan graaf van Randwijck (1842-1927), secretaris van de Raad van State

D'Aubremé † ·
Bentinck † ·
Van den Bosch ·
De Borchgrave d'Altena ·
Van Bylandt ·
Du Chastel de la Howarderie † ·
Van Gronsfeld Diepenbrock † ·
Dumonceau ·
Van der Duyn † ·
Festetics de Tolna ·
De Ficquelmont † ·
De Geloes ·
Van der Goltz † ·
Van Heerdt † ·
Van Heiden † ·
De Hochepied ·
Van Hoensbroeck ·
Van Hogendorp · 
Von Hompesch-Rürich † · 
De Larrey † ·
Van Limburg Stirum · 
Van Lynden ·
De Marchant et d'Ansembourg ·
Van Nassau la Lecq † ·
De Norman d'Audenhove ·
Von Oberndorff ·
Van Oranje-Nassau van Amsberg · 
De Perponcher Sedlnitsky ·
Von Quadt ·
Van Randwijck ·
Von Ranzow ·
Van Rechteren ·
Van Reede † ·
Van Renesse † · 
De Riquet de Caraman ·
Schimmelpenninck ·
Zu Stolberg-Stolberg ·
Van Wassenaer † ·
Wolff Metternich † ·
Van Zuylen van Nijevelt

Geslachten die tot de adel van het Koninkrijk der Nederlanden behoren of hebben behoord. Lijst volgens opgave van de Hoge Raad van Adel. †: Geslacht uitgestorven of titel vervallen.